# Notorynchidae
Famille
Les Notorynchidae sont une famille de requins créée par Leonard Compagno en 1999, arguant que les espèces du genre Notorynchus, jusque-là classé dans la famille des Hexanchidae, étaient suffisamment distinctes pour être placées dans une famille à part.
Cependant, le genre Notorynchus est encore classé par FishBase sous Hexanchidae.

## Liste des espèces
Selon ITIS (5 août 2015) :
- genre Notorynchus Ayers, 1855
  - Notorynchus cepedianus (Péron, 1807) - Requin Plat-nez